# Lingua logica
Una lingua logica (in inglese "loglang"), è una lingua artificiale, progettata per verificare o dimostrare una certa ipotesi circa il funzionamento delle lingue o il loro potenziale. Di solito questi costrutti vengono considerati degli esperimenti filosofici e in particolare logici.
Alcune lingue logiche sono state talvolta considerate candidate per una lingua ausiliaria internazionale e alcune lingue intese come lingue ausiliarie internazionali possiedono spesso aspetti di "costruzione logica" (come ad esempio il fatto di essere maggiormente regolari e sistematiche rispetto alle lingue naturali cui attingono).

## Lingue logiche
Le lingue logiche sono progettate per permettere (o far rispettare) affermazioni prive di ambiguità. Di solito sono basate sulla logica dei predicati ma possono anche essere basate su altri sistemi della logica formale. Le due lingue logiche più note sono le lingue di predicato Loglan ed il suo successore Lojban, che mirano ad eliminare l'ambiguità sintattica ed a ridurre al minimo l'ambiguità semantica.

## Lingue filosofiche
Le lingue filosofiche sono progettate per riflettere alcuni aspetti della filosofia, rispettando in particolare la natura o il potenziale della lingua. Il "Carattere Reale" di John Wilkins  e il Ro di Edward Powell Foster  costruiscono le loro parole servendosi di uno schema ad albero. L'Ithkuil di John Quijaida è progettato per essere il più conciso possibile. Il Láadan di Suzette Haden Elgin è progettato per lessicalizzare a grammaticalizzare i concetti facendo importanti distinzioni per le donne, basandosi sulla teoria del gruppo muto. Il Toki Pona di Sonja Elen Kisa è invece basato sul Taoismo.

## Lingue verbali
- aUI - Creata da John W. Weilgart.
- Ceqli - (1996) Creata da Rex F. May.
- Ithkuil - (1978-2004) Creata da John Quijaida.
- Láadan - (1982) Dal racconto di fantascienza Native Tongue di Suzette Haden Elgin.
- Loglan - (1955) Creata da James Cooke Brown.
- Lojban - (1987) Basata sul precedente Loglan, creata dal Logical Language Group.
- Ro - (1906) Creata da John Wilkins e Edward Powell Foster.
- Toki Pona - (2001) Basata sul Taoismo, creata da Sonja Elen Kisa.

## Rappresentazioni concettuali
- CycL - Sviluppato da Ramanathan V. Guha.
- Il progetto Distributed Language Translation usa una versione dell'Esperanto in "codice binario" come linguaggio pivot tra la lingua sorgente e la sua traduzione.
- KIF - Sviluppato da Michael Genesereth e altri collaboratori.
- Lincos - (1960) Sviluppato dal Dr. Hans Freudenthal.
- Loom - Sviluppato da un gruppo di ricerca dell'Università della California Meridionale.
- Resource Description Framework (RDF) - strumento base proposto da W3C per l'interoperabilità tra applicazioni che si scambiano informazioni sul Web. È costituito da due componenti: RDF Model and Syntax, che espone la struttura del modello RDF, e descrive una possibile sintassi; e RDF Schema, che espone la sintassi per definire schemi e vocabolari per i metadati.